# Dijak
Christopher James Dijak (nascido em 23 de abril de 1987) é um lutador profissional americano. Ele é melhor conhecido pela sua passagem na WWE onde lutou usando os o nomes de ringues Dominik Dijakovic, T-Bar e DIJAK.
Dijak começou sua carreira na luta livre em 2013 sob o nome de ringue Donovan Dijak, trabalhando em várias empresas do circuito independente, mais notavelmente na Chaotic Wrestling, onde treinou. Em 2014, ele assinou um contrato com a Ring of Honor (ROH), onde venceu o Top Prospect Tournament de 2015. Depois de deixar a ROH em 2017, ele assinou um contrato com a WWE. Ele foi designado para sua marca NXT sob o nome de ringue de Dominik Dijakovic. Em setembro de 2020, ele estreou no elenco principal como parte da facção Retribution como T-Bar. Embora o Retribution tenha se dissolvido em março de 2021, ele continuou se unindo ao colega Mace até ser convocado para a marca SmackDown no WWE Draft de 2021.

## Início de vida
Christopher James Dijak nasceu e cresceu em Lunenburg, Massachusetts. Ele tem descendência croata, húngara e italiana. Dijak foi um atleta de destaque de três esportes na Escola Secundária de Lunenburg, se destacando especificamente no futebol americano, resultando nele sendo recrutado por muitos dos principais programas de futebol universitário da área da Nova Inglaterra. Dijak foi nomeado o Atleta Masculino do Ano do Sentinel & Enterprise em 2005, uma seleção All-Star do Central Massachusetts Shriners, e foi nomeado capitão e selecionado como MVP da equipe durante seu último ano. Por fim, Dijak aceitou uma bolsa de estudos para jogar futebol americano universitário pelo UMass Minutemen.
Depois de sua temporada de calouro na UMass e lutando para se ajustar no grande campus, Dijak finalmente decidiu se transferir para a Universidade Estadual de Bridgewater, uma faculdade de artes liberais de médio porte localizada a aproximadamente 32 quilômetros de Boston, Massachusetts. Na Bridgewater, Dijak se destacou tanto no futebol americano quanto no basquete, liderando o time de futebol em tackles e sacks em seus anos júnior e sênior, e liderou o time de basquete em rebotes em seu último ano. Dijak também ganhou honras de todas as ligas em ambos os esportes. Ele também foi nomeado para a equipe All-American da NCAA Division III Football East Region em sua temporada sênior jogando pelos Bears. Dijak se formou na Bridgewater State em 2010 com um diploma de bacharel em Justiça Criminal.

## Carreira na luta livre profissional

### Chaotic Wrestling (2013–2017)
Após duas derrotas em promoções menores, Dijak se juntou à Chaotic Wrestling, treinando com Brian Fury e Todd Hanson. Ele fez sua estréia em agosto de 2013 vencendo Vern Vicallo, e permaneceu invicto até julho de 2014, quando perdeu para o campeão da Chaotic Wrestling, Mark Shurman. Depois de ganhar outra chance pelo título em uma luta fatal four-way no mês seguinte, ele derrotou Shurman em sua revanche em 24 de outubro e conquistou o Campeonato dos Pesos Pesados da CW. Após um reinado de 148 dias, ele perdeu o título para Chase Del Monte em 21 de março de 2015. Em 2016, Dijak se uniu a Mikey Webb para formar a dupla The American Destroyers. Dijak e Webb venceriam o Campeonato de Duplas da Chaotic Wrestling ao derrotar The Logan Brothers em 26 de dezembro de 2016, antes de perdê-los menos de um mês depois para The Mill City Hooligans. Em sua última luta pela promoção, Dijak derrotou Christian Casanova e Josh Briggs em uma luta triple threat pelo Campeonato da Nova Inglaterra Chaotic Wrestling. Imediatamente após a luta, ele deixou o título vago.

### Ring of Honor (2014–2017)
Ele fez sua estréia no Ring of Honor em 27 de julho no Future of Honor 2, primeiro derrotando Stokely Hathaway e depois perdendo para Moose. Dijak venceu o Top Prospect Tournament de 2015, derrotando Will Ferrara nas finais. Esta vitória permitiu que ele enfrentasse Jay Lethal pelo Campeonato Mundial de Televisão da ROH. No entanto, ele se recusou a aproveitar esta oportunidade e, em vez disso, juntou-se à The House of Truth, estabelecendo-se como um heel. Sua primeira luta como membro da House of Truth aconteceu em 7 de março, em parceria com J Diesel e derrotando a equipe de Brutal Burgers (Bob Evans e Cheeseburger). No dia 19 de junho, no Best in the World 2015, ele lutou contra Mark Briscoe, perdendo. Ele conseguiu vencer sua próxima luta pay-per-view contra Takaaki Watanabe no Death Before Dishonor XIII.
No dia 19 de dezembro (exibido no dia 13 de janeiro de 2016), ele foi banido do grupo de Truth Martini, inicialmente virando face no processo. Nas gravações da ROH TV no dia 27 de fevereiro, Dijak saiu com o Prince Nana e atacou Truth Martini, virando-se novamente e fazendo uma rara reviravolta com Jay Lethal e se tornando a última joia da coroa do príncipe Nana na Embassy. Dijak anunciou sua saída da ROH pelo Twitter no dia 12 de fevereiro de 2017.

### WWE (2017 - 2024)

#### NXT (2017–2020)
Em janeiro de 2017, a WWE retirou uma oferta de contrato de Dijak, após uma ameaça legal da ROH, que ainda o mantinha sob contrato. No mês seguinte, Dijak optou por não assinar novamente com a ROH, essencialmente colocando sua carreira em espera, esperando por outra oferta de contrato da WWE. Em 20 de julho, foi relatado que Dijak estava terminando suas reservas independentes antes de ingressar na WWE. Dijak reportou ao WWE Performance Center em 21 de agosto. Sua assinatura foi anunciada pela empresa em 5 de setembro.
Dijak fez sua estréia no programa de desenvolvimento da WWE, NXT, em 23 de setembro. Sua estreia na televisão, sob seu nome verdadeiro, aconteceu em 30 de maio de 2018, com uma derrota contra Ricochet. Em julho de 2018, a WWE revelou o novo nome de Dijak como Dominik Dijakovic. As promoções começaram a aparecer no episódio de 5 de dezembro de 2018 do NXT, promovendo a estreia de Dominik Dijakovic. Dijakovic fez sua estreia como vilão no episódio de 19 de dezembro do NXT, derrotando Aaron Mackey. Após a WrestleMania 35, ele foi definido para rivalizar com o então Campeão Norte Americano do NXT Velveteen Dream pelo título. No entanto, em abril de 2019, ele sofreu uma ruptura no menisco que exigiria cirurgia. Ele estaria fora de ação até o final de julho, quando retornou em um evento ao vivo do NXT
No episódio de 13 de novembro de 2019 do NXT, Dijakovic virou face quando se juntou ao Team Ciampa para a partida anual da WarGames com Tommaso Ciampa, Matt Riddle e Keith Lee contra The Undisputed Era no TakeOver: WarGames. Riddle passou a deixar a equipe para perseguir sua rivalidade com Finn Bálor. No evento, Dijakovic e Team Ciampa derrotaram The Undisputed Era, com o lugar de Riddle sendo ocupado por Kevin Owens. No episódio de 29 de janeiro de 2020 do NXT, Dijakovic derrotou Damian Priest para se tornar o desafiante número um pelo Campeonato Norte Americano do NXT de Keith Lee no NXT TakeOver: Portland em 16 de fevereiro, onde ele não conseguiu ganhar o título. Após a partida, Lee e Dijakovic apertaram as mãos em sinal de respeito. Após a vitória de Lee pelo Campeonato do NXT contra Adam Cole no NXT: The Great American Bash, Dijakovic foi desafiado por Lee pelo Campeonato do NXT e pelo Campeonato Norte Americano do NXT no episódio seguinte, mas não conseguiu capturar os títulos. Ele foi então atacado por Karrion Kross durante uma entrevista nos bastidores, resultando em uma luta entre os dois no episódio de 22 de julho do NXT, que Dijakovic perdeu.

#### RETRIBUTION (2020–2021)
No episódio do Raw de 21 de setembro, ele foi revelado como membro do grupo de vilões Retribution, sob o nome de ringue T-Bar, com uma nova roupa e uma máscara. No episódio de 5 de outubro do Raw, Mustafa Ali foi revelado como o líder da stable. Nas semanas seguintes, a facção teve pouco sucesso. No Fastlane em 21 de março de 2021, T-Bar e Mace atacaram Ali, dissolvendo o grupo. No episódio de 12 de abril do Raw, T-Bar e Mace atacaram Drew McIntyre, mostrando sinais de se juntar ao The Hurt Business. Na semana seguinte no Raw, T-Bar foi finalmente desmascarado junto com Mace em uma luta de duplas contra McIntyre e Braun Strowman, na qual T-Bar e Mace venceram por desqualificação. Mais tarde, em uma entrevista, eles confirmaram o início de sua corrida de duplas. Após algumas semanas de ausência da televisão, T-Bar e Mace foram colocados como lumberjacks em uma luta Lumberjack entre John Morrison e Damian Priest no Raw de 17 de maio.
Como parte do Draft de 2021, Mace foi convocado para a marca SmackDown enquanto T-Bar permaneceu na marca Raw, dissolvendo assim a equipe. No Raw de 25 de outubro, T-Bar foi desqualificado em uma luta contra o Campeão dos Estados Unidos Damian Priest depois de jogar uma cadeira de escritório no campeão. No Raw de 1º de novembro, ele perdeu para Priest em uma luta sem desqualificação na qual Priest manteve o título dos EUA. Desde então, ele tem aparecido principalmente no WWE Main Event.

## Outras mídias
Como T-Bar, ele fez sua estréia no videogame como um personagem jogável no WWE 2K22, mas também foi apresentado no modo MyRise do jogo como Dominik Dijakovic. Este personagem só estava disponível no modo MyRise, no entanto, e originalmente não era acessível pelos jogadores. Devido a pedidos de fãs esmagadores (incluindo um pedido do próprio Dijak), WWE2K adicionou o personagem Dominik Dijakovic (assim como seis outros personagens originalmente bloqueados atrás de MyRise (Alexa Bliss de 2020, Shinsuke Nakamura de 2021, King Booker de 2006, King Corbin de 2020, Nikki Cross de 2021 e Shawn Michaels de 2018)) no patch 1.12 lançado em 16 de maio de 2022,[35] dando a Dijak dois personagens no jogo.

## Campeonatos e conquistas
- Chaotic Wrestling
  - Campeonato dos Pesos Pesados (1 vez)
  - Campeonato da Nova Inglaterra (1 vez)
  - Campeonato de Duplas (1 vez) – com Mikey Webb
  - Décimo primeiro campeão da Tríplice Coroa
- Lancaster Championship Wrestling
  - Keystone Cup (2015) – com J. Diesel
- Pro Wrestling Illustrated
  - Classificado em 104º lugar entre os 500 melhores lutadores individuais no PWI 500 em 2020.
- Pro Wrestling Resurgence
  - Campeonato dos Pesos Pesados (1 vez)
- Ring of Honor
  - Top Prospect Tournament (2015)
- WrestleMerica
  - Campeonato dos Pesos Pesado (1 vez)
- WrestleCrap
  - Gooker Award (2020) – como parte da Retribution (luta profissional)